# Hypostomus nematopterus
Hypostomus nematopterus är en fiskart som beskrevs av Isaac J.H. Isbrücker och Nijssen, 1984. Hypostomus nematopterus ingår i släktet Hypostomus och familjen Loricariidae. Inga underarter finns listade i Catalogue of Life.